# Musica dell'Egitto
La musica è stata parte integrante della cultura egiziana fin dall'antichità. La Bibbia documenta gli strumenti suonati dagli antichi ebrei, tutti correlati all'archeologia egizia. La musica egiziana ebbe probabilmente un impatto significativo sullo sviluppo della musica antica greca e attraverso i Greci fu importante per la musica europea antica fino al Medioevo. La musica moderna egiziana è considerata un nucleo principale della musica mediorientale e orientale in quanto ha una grande influenza sulla regione per la popolarità e la grande influenza delle industrie del cinema e della musica egiziane. La struttura tonale della musica orientale mediorientale è definita dal maqāmāt, approssimativamente simile ai modi occidentali, mentre il ritmo della musica mediorientale è governato dall'iqa'at, un insieme di modalità ritmiche di base formate da combinazioni di ritmi accentati e non accentati e pause.

## Storia
Gli antichi egizi attribuivano alla dea Bat l'invenzione della musica. Il culto di Bat fu alla fine sincretizzato con quello di Hathor perché entrambi erano raffigurati come mucche. Si credeva che la musica di Hathor fosse stata usata da Osiride come parte del suo sforzo di civilizzare il mondo. Anche la dea gatto Bastet era considerata una dea della musica.

### Periodo neolitico
Nell'Egitto preistorico la musica e il canto erano comunemente usati nella magia e nei rituali. I ritmi durante questo periodo erano invariati e la musica serviva a creare ritmo. Piccoli gusci erano usati come fischietti. 

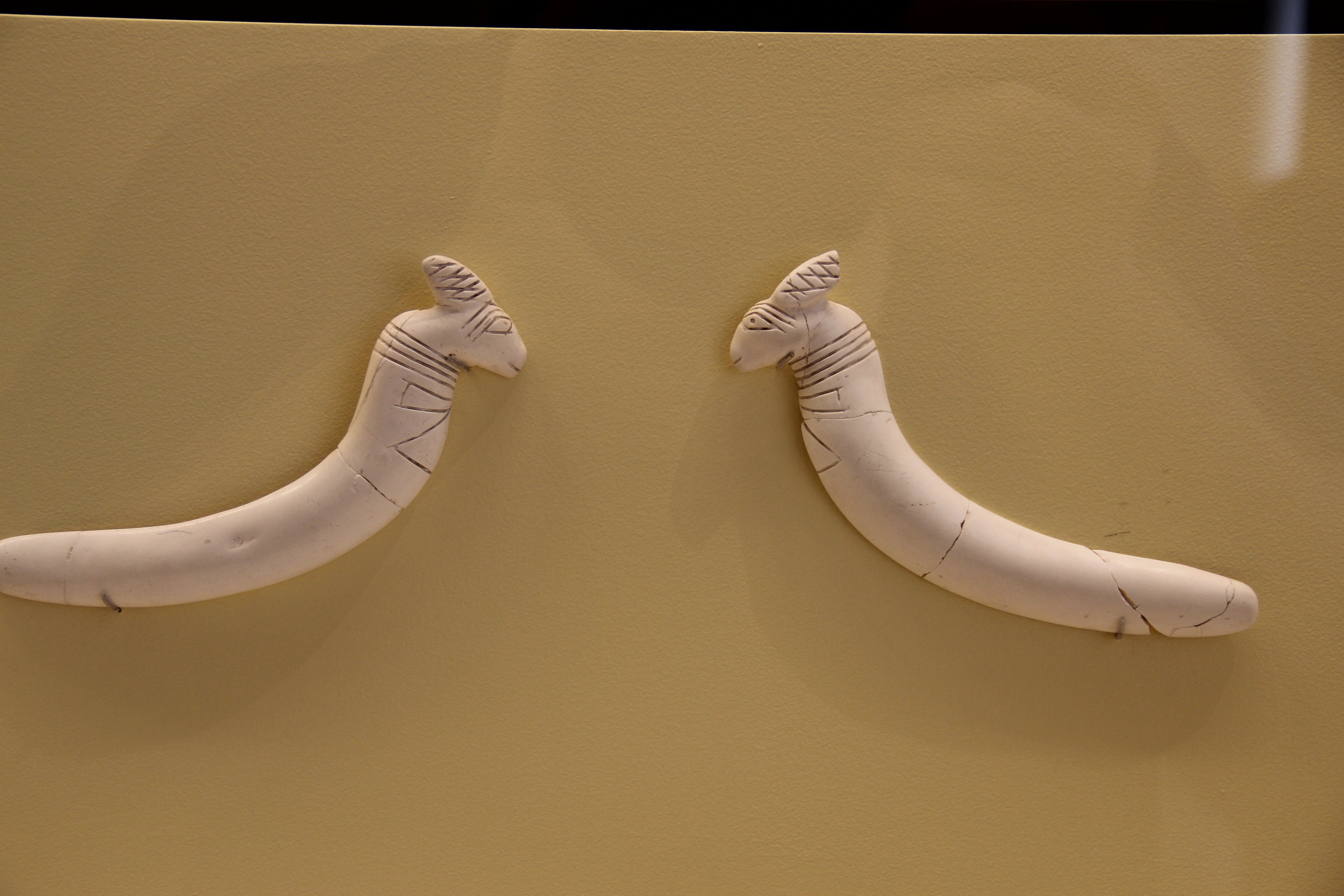
Battaci a forma di serpente. Periodo predinastico

### Periodo predinastico
Gli strumenti idiofoni furono tra i primi utilizzati dagli antichi egizi; per ottenere un effetto percussivo si usavano inizialmente mani e piedi a cui furono poi sostituiti oggetti in pietra o legno. Durante il periodo predinastico della storia egiziana, i canti funerari continuarono a svolgere un ruolo importante nella religione egiziana e furono accompagnati da battaci o flauti. Nonostante la mancanza, in alcuni casi, di prove fisiche gli egittologi teorizzano che lo sviluppo di alcuni strumenti noti nel periodo del Vecchio Regno, come il flauto lungo soffiato in cima, abbia avuto luogo durante questo periodo. 

### Antico Regno

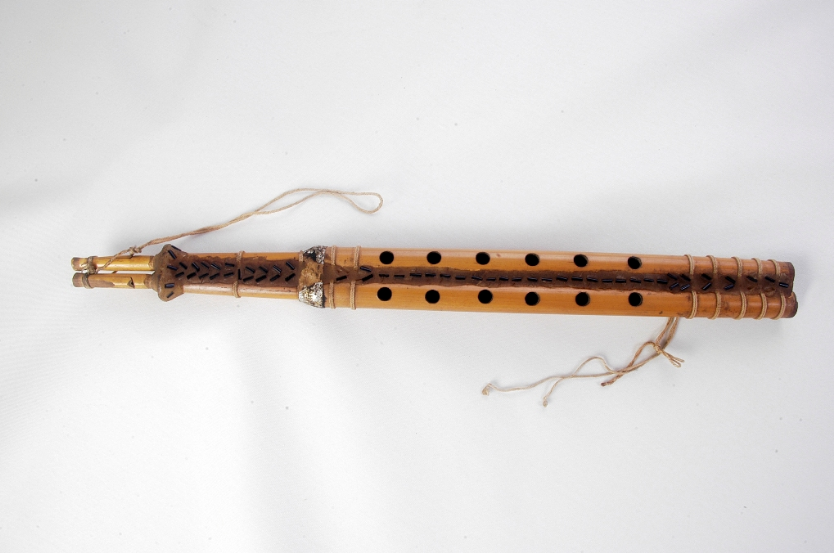
Clarinetto doppio

C'è la prova che gli strumenti suonati in modo più sicuro sono attestati nell'Antico Regno quando suonavano arpe, flauti e clarinetto doppio. Strumenti a percussione e liuti furono aggiunti alle formazioni strumentali dal Medio Regno. I Piatti frequentemente accompagnavano musica e danza, come fanno ancora oggi in Egitto.
Tipicamente la musica egiziana antica era composta dalla scala dominante frigia, dalla scala frigia, dalla scala a doppia armonica (scala araba) o dalla scala lidia. La scala dominante frigia può spesso presentare una nota alterata o due in alcune parti per creare tensione. Ad esempio, la musica potrebbe essere in genere nella tonalità frigia dominante usando le note Mi, Fa, Sol diesis, La, Si, Do, Re e quindi avere un La diesis, Si, La diesis, Sol naturale e Mi per creare tensione.

### Musica medievale
La prima musica mediorientale fu influenzata dalle forme bizantine e persiane, che erano esse stesse fortemente influenzate dalla precedente musica greca, semitica ed egiziana antica.
Gli egizi nel Cairo medievale credevano che la musica esercitasse "un effetto troppo potente sulle passioni e conducesse gli uomini ad allegria, dissipazione e vizio". Tuttavia gli egiziani generalmente amavano molto la musica. Sebbene, secondo Edward William Lane, nessun "uomo di buon senso" sarebbe mai diventato un musicista, la musica era una parte fondamentale della società. I commercianti di ogni tipo usavano la musica durante il lavoro e le scuole insegnavano il Corano cantando. (pag. 359)
La musica dell'Egitto medievale derivava dalle tradizioni greca e persiana. Lane scrisse che "la particolarità più notevole del sistema arabo di musica è la divisione dei toni in terzi", anche se oggi i musicologi occidentali preferiscono dire che i toni della musica araba sono divisi in quarti. Le canzoni di questo periodo erano simili nel suono e semplici, entro una piccola gamma di toni. La canzone egiziana, sebbene semplice nella forma, è impreziosita dal cantante. Anche l'enunciazione distinta ed una voce tremolante sono caratteristiche del canto egiziano. 
I musicisti professionisti di sesso maschile durante questo periodo erano chiamati Alateeyeh (plurale), o Alatee (singolare), che significa "un suonatore su uno strumento". Tuttavia, questo nome si applica sia a cantanti che a strumentisti. Questa posizione era considerata poco rispettabile e modesta. Tuttavia i musicisti trovavano lavoro cantando o suonando alle feste per intrattenere la compagnia. Generalmente guadagnavano tre scellini per notte, ma guadagnavano di più grazie alle mance degli ospiti.
Le donne musiciste professioniste erano chiamate ʕawālim (al plurale) o ʕālma (al singolare), in italiano almea, che significa una donna istruita. Queste cantanti venivano spesso assunte in occasione di una celebrazione nell'harem di una persona facoltosa. Non stavano insieme all'harem, ma in una stanza sopraelevata nascosta da uno schermo per non essere vista né dall'harem né dal padrone di casa. Le almee erano più pagate degli uomini e molto più apprezzate degli Alateeye. Lane racconta il caso di una esecutrice che rapì tanto il suo pubblico da guadagnare fino a cinquanta ghinee per lo spettacolo di una notte da parte degli ospiti e del padrone di casa, essi stessi considerati non benestanti.

### Musica egiziana moderna classica e pop
Nella seconda metà del XIX secolo, cominciò ad emergere il genere Hasaballah di musica folk improvvisata per banda di ottoni, iniziata dal clarinettista Mohammad Hasaballah e dalla sua band, chiamata sempre Hasaballah, che suonava nel quartiere della musica e dell'intrattenimento del Cairo in Mohammed Ali Street. La tipica formazione di trombe, tromboni, basso e rullanti fu popolare, anche negli eventi familiari, per oltre un secolo, e viene ancora suonata.
La musica egiziana cominciò a essere registrata negli anni '10 del XX secolo quando l'Egitto faceva ancora parte dell'Impero ottomano. Gli ottomani cosmopoliti incoraggiarono lo sviluppo delle arti, incoraggiando le donne e le minoranze a sviluppare le loro abilità musicali. Con la caduta dell'Impero, la tradizione musicale classica dell'Egitto era già fiorente, incentrata sulla città del Cairo. In generale la moderna musica egiziana fonde le sue tradizioni indigene con elementi turchi, arabi e occidentali.
Dalla fine della prima guerra mondiale alcune delle più grandi stelle musicali del Medio Oriente sono state egiziane. La musica egiziana contemporanea segna il suo inizio grazie al lavoro creativo di luminari come Abdu-l Hamuli, Almaz and Mahmud Osman, che erano tutti appoggiati dall'ottomano chedivè Isma'il e che hanno influenzato il lavoro successivo dei più importanti compositori egiziani del XX secolo: Sayed Darwish, Umm Kulthum, Mohammed Abdel Wahab, Abdel Halim Hafez e Zakariya Ahmed. La maggior parte di queste star, tra cui la cantante Umm Kulthum e Nagat El-Saghira, facevano parte della tradizione musicale egiziana e araba classica. Alcuni, come Abd el-Halim Hafez, furono associati al movimento nazionalista egiziano dal 1952 in poi.

## Musica religiosa in Egitto

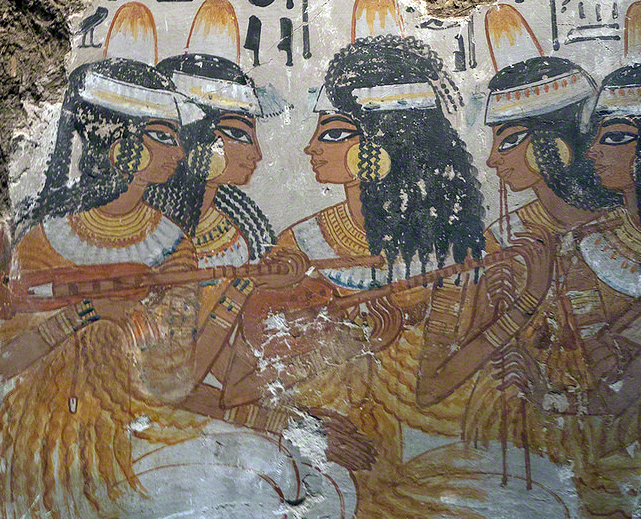
Liuti e suonatori di doppio piffero da un dipinto trovato nella tomba Tebana di Nebamun,un nobile della XVIII dinastia del Nuovo Regno, c.ca 1350 a.C.

La musica religiosa rimane una parte essenziale delle tradizionali celebrazioni musulmane sufi e copte cristiane chiamate mulid. I mulid si svolgono in Egitto per celebrare il santo di una chiesa particolare. I mulid musulmani sono legati al rituale Sufi zikr. Il flauto egiziano, chiamato ney, è comunemente suonato nei mulid. Anche la musica liturgica del rito alessandrino costituisce un elemento importante della musica egiziana e si dice che abbia conservato molte caratteristiche dell'antica musica egiziana.

## Musica folcloristica
La musica popolare egiziana, compresi i tradizionali rituali dhikr sufi, è il genere musicale contemporaneo più vicino all'antica musica egiziana, avendo conservato molte delle sue caratteristiche, ritmi e strumenti.

## Rinascita della musica popolare e delle sue radici
Il ventesimo secolo ha visto il Cairo connesso ad una rinascita delle radici. Musicisti di tutto l'Egitto mantengono vive le tradizioni popolari, come quelle degli egiziani rurali (fellahin), dei Saii'da e, in misura minore, delle minoranze come il popolo Siwi, gli zingari egiziani, i Sinawi e i Nubiani. Miscele di folk e pop sono anche sorte dalla fabbrica dei successi del Cairo.
Dall'epoca di Nasser, la musica pop egiziana è diventata sempre più importante nella cultura egiziana, in particolare tra la grande popolazione giovanile egiziana. La musica folk egiziana continua ad essere suonata durante matrimoni e altre feste tradizionali. Nell'ultimo quarto del XX secolo, la musica egiziana era un modo per comunicare problematiche sociali e di classe. Fra alcuni dei cantanti pop egiziani più popolari oggi ci sono Mohamed Munir e Amr Diab.
La musica Sawahli (costiera) è un tipo di musica popolare egiziana proveniente dalla costa settentrionale del paese e si basa su antichi strumenti egiziani, principalmente il simsimiyya, che è uno strumento a corde indigeno. Cantanti noti includono Abdo El-Iskandrani e Eid El-Gannirni.

### Musica Saidi (Alto Egitto)
I musicisti egiziani dell'Alto Egitto suonano una forma di musica popolare chiamata Ṣa'īdi che proviene dall'Alto Egitto. Scoperto nel 1975 da Alan Weber, Les Musiciens du Nil (I Musicisti del Nilo) con a capo Metqal Qenawi è il gruppo saidi più popolare ed è stato scelto dal governo per rappresentare la musica popolare egiziana all'estero. Hanno trascorso più di trent'anni in tournée in Europa esibendosi in vari festival ed eventi musicali e nel 1983, dopo la loro esibizione al World of Music and Dance Festival, sono hanno firmato per l'etichetta di Peter Gabriel Real World Records e hanno continuato a comparire nel suo album Passion. Tra gli altri artisti figurano Shoukoukou, Ahmad Ismail, Omar Gharzawi, Sohar Magdy and Ahmed Megahid.

### Musica Nubiana
In Egitto i Nubiani sono originari della parte meridionale dell'Egitto, a nord del Sudan, anche se alcuni vivono al Cairo, ad Alessandria e in altre città. La musica popolare nubiana si può ancora ascoltare, ma la migrazione e il contatto interculturale con generi egiziani e altri generi musicali hanno prodotto innovazioni. Gli sforzi di Ali Hassan Kuban lo hanno reso un frequentatore fisso della scena della world music, mentre la critica sociale e il pop sofisticato di Mohamed Mounir lo hanno reso una star tra i nubiani, gli egiziani e altre persone in tutto il mondo. Ahmed Mounib, mentore di Mohamed Mounir, è stato di gran lunga il più famoso cantante nubiano ad avere successo sulla scena musicale egiziana, cantando in arabo egiziano il suo nativo Nobiin. Hamza El Din è un altro famoso artista egiziano nubiano, ben noto sulla scena musicale mondiale e ha collaborato con il Kronos Quartet.

## Musica classica occidentale
La musica classica occidentale fu introdotta in Egitto e, a metà del XVIII secolo, strumenti come il pianoforte e il violino furono gradualmente adottati dagli egiziani. L'opera divenne sempre più popolare nel XVIII secolo e l'Aida a tema egizio di Giuseppe Verdi fu rappresentata per la prima volta al Cairo il 24 dicembre 1871.
All'inizio del XX secolo, la prima generazione di compositori egiziani, tra cui Yusef Greiss, Abu Bakr Khairat e Hasan Rashid, iniziò a scrivere per strumenti occidentali. La seconda generazione di compositori egiziani comprese artisti degni di nota come Gamal Abdelrahim. I compositori rappresentativi della terza generazione sono Ahmed El-Saedi e Rageh Daoud. All'inizio del XXI secolo, anche compositori della quarta generazione come Mohamed Abdelwahab Abdelfattah (del Conservatorio del Cairo) hanno guadagnato l'attenzione internazionale.

## Strumenti musicali egiziani
Durante la dinastia degli Abbasidi e degli Ottomani l'Egitto fu uno dei principali snodi musicali del Medio Oriente e quindi, dopo la caduta dell'Impero ottomano nel 1923, l'Egitto divenne la capitale della musica araba dove gli strumenti classici come l'oud, il qanun e il ney erano ampiamente usati. Il tipico takht (gruppo) consisteva in un suonatore di oud, un suonatore di qanun, un suonatore di ney e un violinista. Il takht (che letteralmente significa divano) era la forma più comune di gruppo all'inizio del XX secolo prima dell'adozione di più strumenti orchestrali introdotti da compositori come Mohamed El Qasabgi, Riad El Sunbati e Mohammed Abdel Wahab.

## Musica elettronica
Uno dei più stimati compositori di musica elettronica, Halim El-Dabh, è un egiziano. Tuttavia la scena della musica elettronica egiziana ha recentemente conquistato un punto d'appoggio tradizionale sotto forma dei DJ techno, trance e dance pop come Aly & Fila. Nel 2010 la musica Shaabi, una forma di musica elettronica che spesso contiene testi politici, ha guadagnato popolarità sia all'interno che all'esterno della musica.

## Ricostruzione di musica egiziana antica
All'inizio del XXI secolo, l'interesse per la musica del periodo faraonico cominciò a crescere, ispirandosi alla ricerca di musicologi di origine straniera come Hans Hickmann. All'inizio del XXI secolo, musicisti egiziani e musicologi guidati dal professore di musicologia Khairy El-Malt alla Helwan University al Cairo, avevano iniziato a ricostruire gli strumenti musicali dell'Antico Egitto, un progetto in corso. Hickmann ha tentato di ricostruire quali tonalità potessero essere state utilizzate studiando gli antichi strumenti, replicati in modo tale da poter essere suonati.

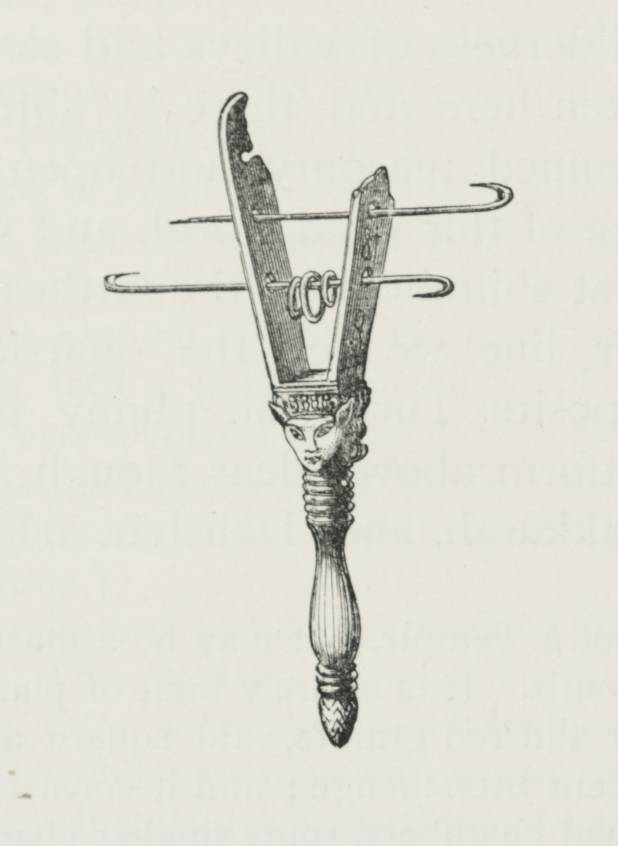
Sistro egiziano rotto
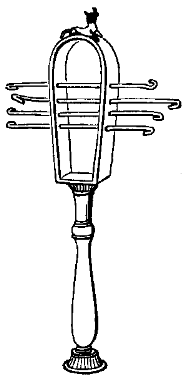
Sistro egiziano
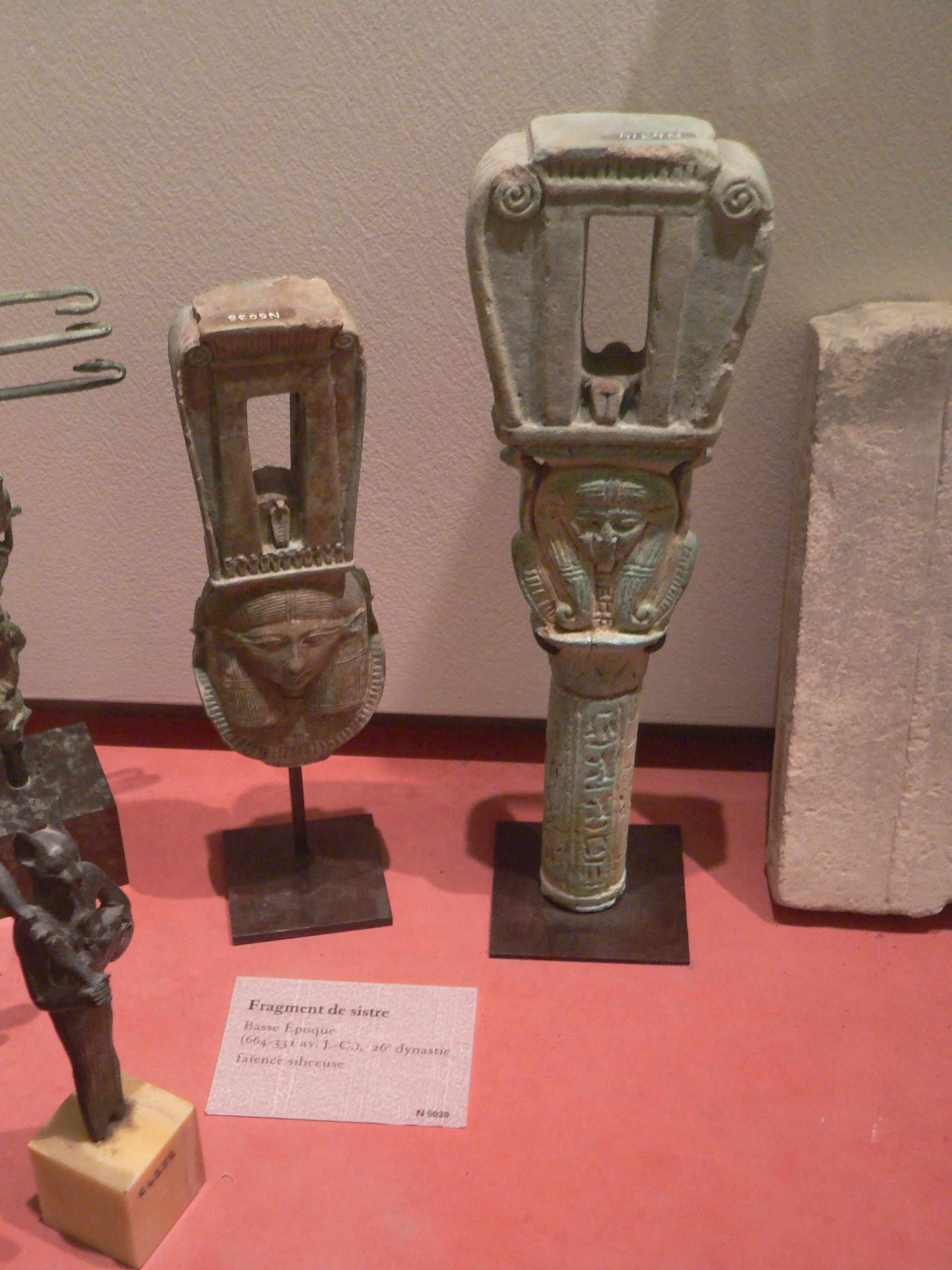
Collezione di sistri presso il Louvre
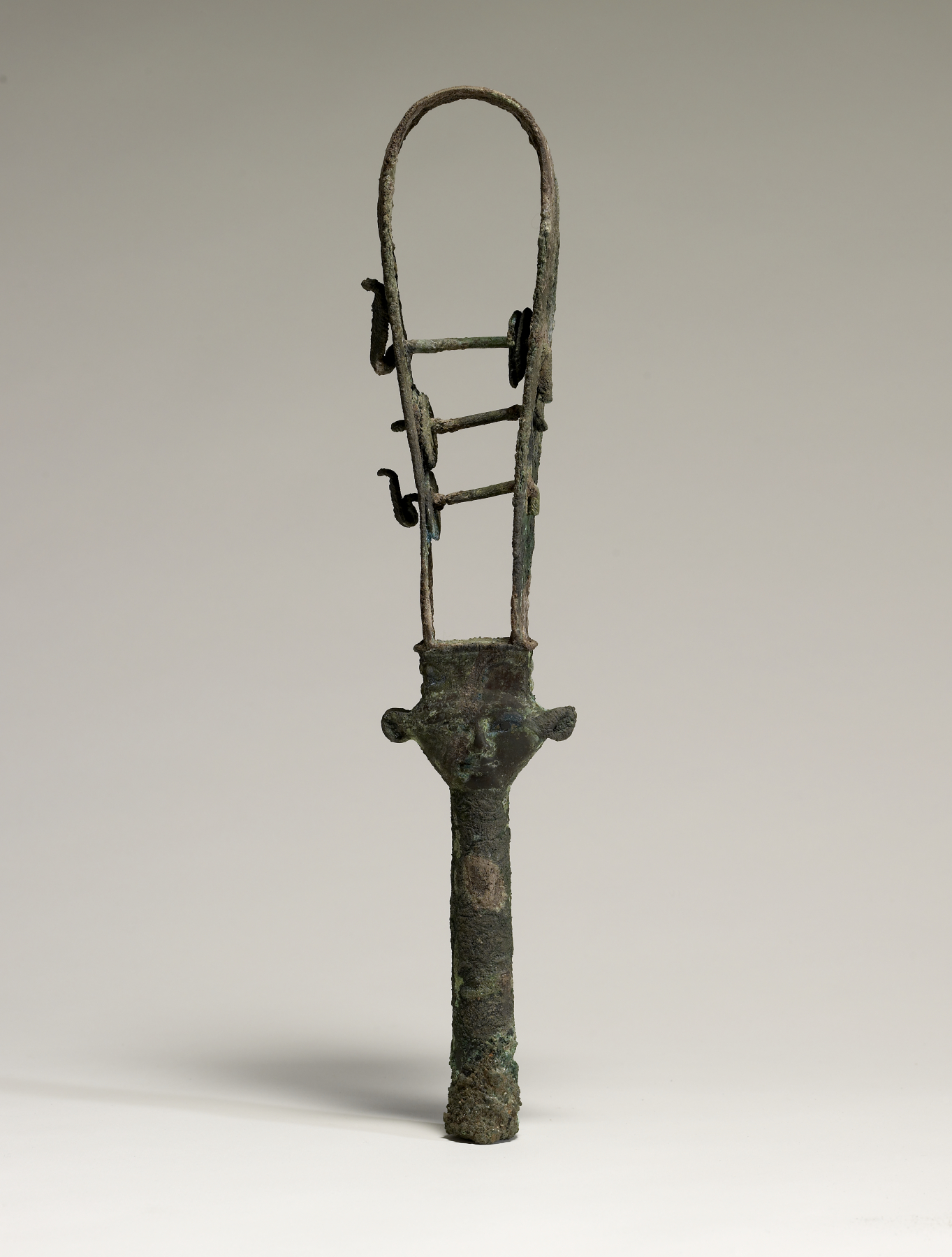
Sistro dal Walters Art Museum, 380-250 a.C.
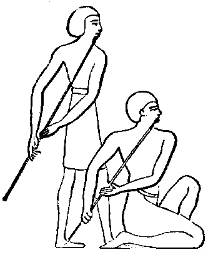
Flauto lungo egiziano antico
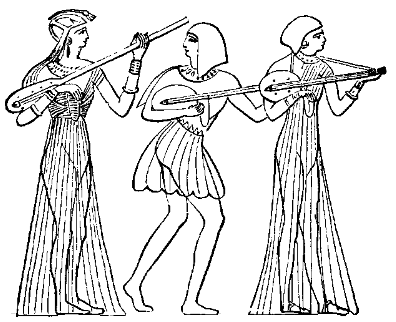
Strumenti a corda egiziani antichi
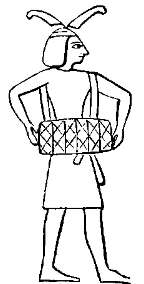
Antico egiziano con tamburo a due lati
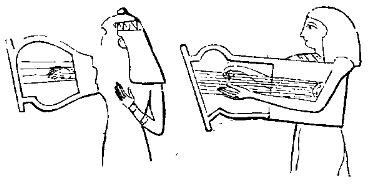
Lira egiziana in stile tardo
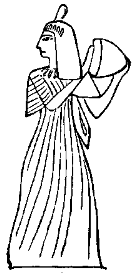
Anziana donna egiziana che suona il tamburo
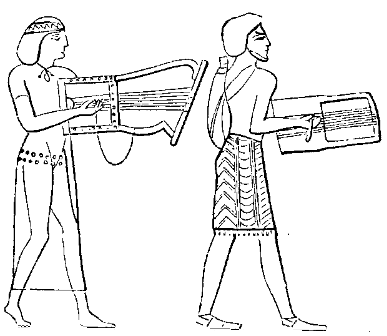
Lira egiziana